# شیشه‌ماهی هندی
شیشه‌ماهی هندی (نام علمی: Parambassis ranga) نام یک گونه از خانواده شیشه‌ماهیان آسیایی است.